# Сосновий Бор (Караідельський район)
Сосно́вий Бор (рос. Сосновый Бор, башк. Сосновый Бор) — присілок у складі Караідельського району Башкортостану, Росія. Входить до складу Магінської сільської ради.
Населення — 152 особи (2010; 203 у 2002).
Національний склад:
- росіяни — 45 %
- башкири — 33 %

У період 1944—1999 років присілок мав статус селища міського типу і називався Караідельський.